# Бобровниково (Вологодская область)

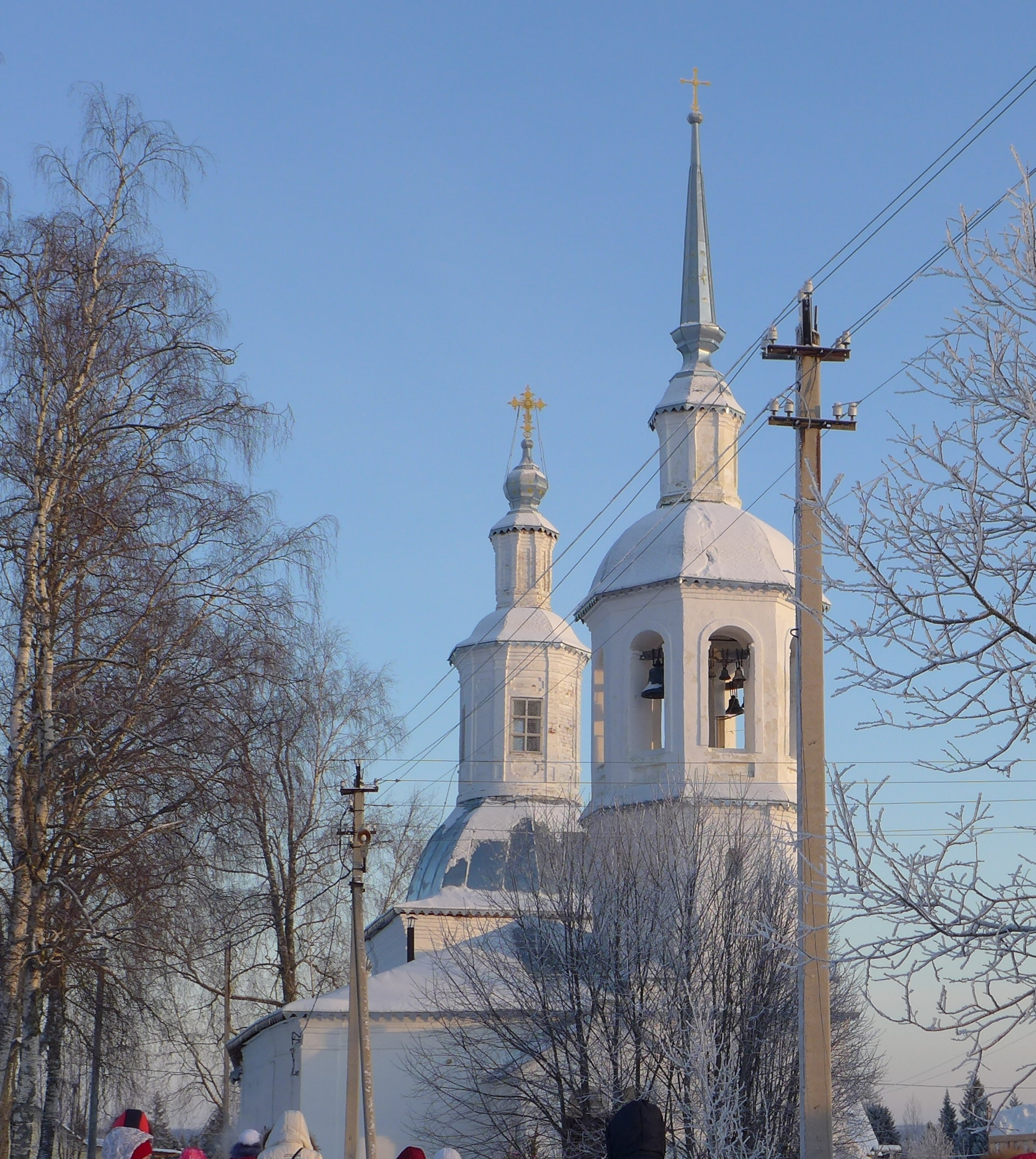
Церковь Владимирской иконы Богородицы в Бобровниково

Бобровниково — деревня в Великоустюгском районе Вологодской области.
Входит в состав Юдинского сельского поселения, с точки зрения административно-территориального деления — в Юдинский сельсовет.
Расстояние по автодороге до районного центра Великого Устюга — 9 км, до центра муниципального образования Юдино — 8 км. Ближайшие населённые пункты — Пайкино, Запань Бобровниково, Демьяново, Колпаково.
По переписи 2002 года население — 240 человек (102 мужчины, 138 женщин). Преобладающая национальность — русские (93 %).
Церковь Владимирской иконы Богородицы в Бобровниково — памятник архитектуры.
В деревне находится санаторий «Бобровниково», предоставляющий услуги по лечению органов дыхания. На территории деревни добывается и разливается минеральная вода.